# لوکا لیورانی
لوکا لیورانی (انگلیسی: Luca Liverani؛ زادهٔ ۲ ژوئن ۱۹۸۹) بازیکن فوتبال است.
از باشگاه‌هایی که در آن بازی کرده‌است می‌توان به باشگاه فوتبال مونتسا اشاره کرد.